# A Mozilla Firefox szolgáltatásai

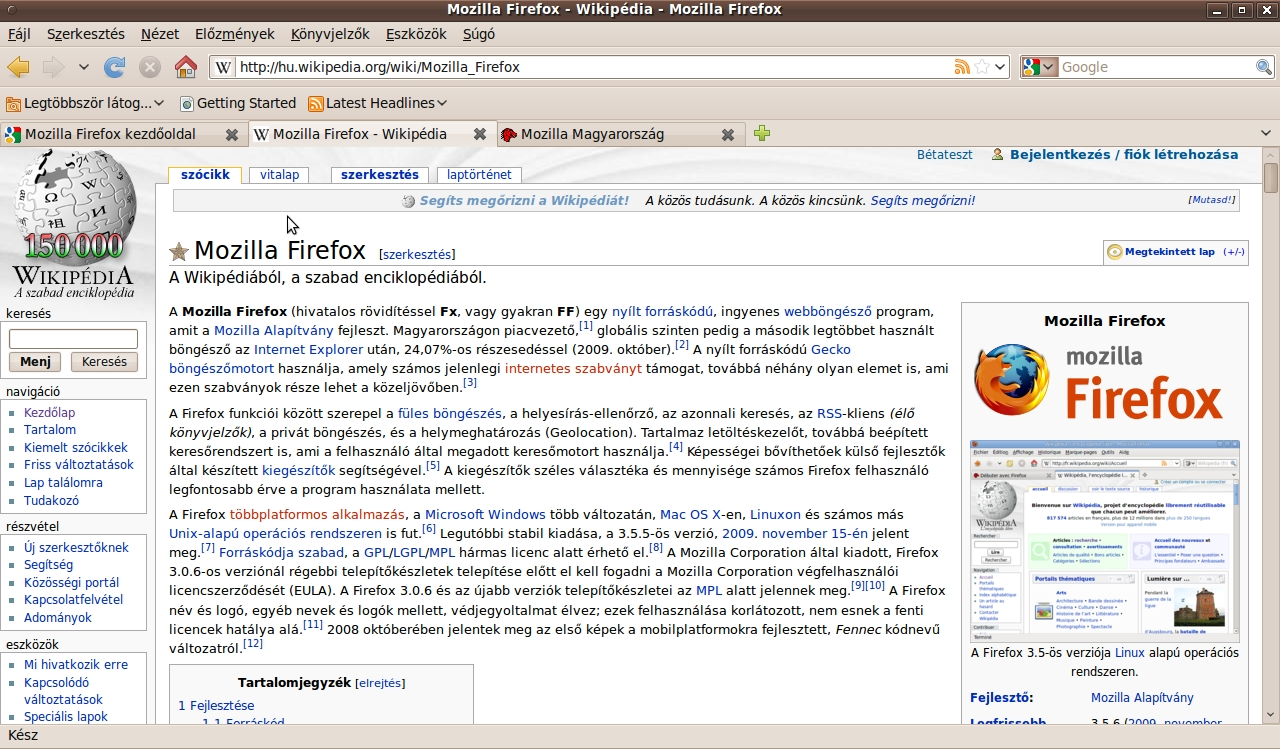
A Firefox 3.5.5 verziója Ubuntu 9.10 operációs rendszeren

A Mozilla Firefoxot részben szolgáltatásai különböztetik meg más webböngészőktől. Az egyszerűbb kezelhetőség és átláthatóbb kezelőfelület biztosítása érdekében sok olyan szolgáltatás, funkció hiányzik belőle, ami más böngészőkben megtalálható. A Firefox ezzel szemben a kiegészítő-kezelőre hagyatkozik, mellyel a felhasználók saját igényeikhez és szükségeikhez tudják alakítani. Az alapértelmezett funkcióktól eltérően a kiegészítők külön, vagy csomagokban letölthető szolgáltatások, amelyekkel a Firefox képességei növelhetők, vagy a már meglévő szolgáltatások képességei bővíthetők. A Firefox fejlesztése során egyes, korábban csak kiegészítőkön keresztül elérhető funkciók is beépülhetnek a böngésző alapértelmezett szolgáltatásai közé.

## Webes technológia támogatása
| Gecko verzió | Firefox verzió |
| ------------ | -------------- |
| 0.6          |                |
| 0.8          |                |
| 0.9.2        |                |
| 0.9.4        |                |
| 0.9.4.1      |                |
| 0.9.5        |                |
| 0.9.7        |                |
| 1.0.1        |                |
| 1.1          |                |
| 1.2b         | 0.1            |
| 1.3a         | 0.5            |
| 1.4          |                |
| 1.4.1        |                |
| 1.5          | 0.7            |
| 1.7          | 1.0            |
| 1.7.2        |                |
| 1.7.5        |                |
| 1.8.0        | 1.5            |
| 1.8.1        | 2.0            |
| 1.9          | 3.0            |
| 1.9.1        | 3.5            |
| 1.9.2        | 3.6            |
| 1.9.3        | 3.7            |

A Firefox támogatja a legtöbb webes szabványt, ilyen például a HTML, XML, XHTML, CSS (kiegészítőivel együtt), JavaScript, DOM, MathML, SVG, XSLT és XPath. A Firefox egyre népszerűbbé válása, valamint a benne található webes szabványok támogatása volt az egyik ok, ami miatt az Internet Explorer 7-et fejlettebb szabványtámogatással kellett kiadni.

### Gecko böngészőmotor
A Firefox a weboldalak megjelenítéséhez a nyílt forrású Gecko böngészőmotort használja. Jelenleg fejlesztését a Mozilla Vállalat munkatársai, illetve – a nyílt forrású hagyományoknak megfelelően – önkéntesek végzik. Számos más alkalmazás is használja ezt a böngészőmotort, mint például a Mozilla Alkalmazáscsomag, NVU, Mozilla Thunderbird, Camino, Flock, SeaMonkey, K-Meleon, Netscape 9, Lunascape stb.

### ActiveX
Az AcitveX a konkurens Microsoft technológiája, melynek segítségével külső alkalmazásokat tölt be számos alkalmazásba, például az Internet Explorer böngészőbe. A Mozilla biztonsági okokra, szerzői jogokra, valamint platformfüggőségre hivatkozva döntött úgy, hogy nem támogatja az ActiveX-et (mellesleg a Mozilla a nyílt formátumok elkötelezett támogatója, így igyekszik nyílt forrású és platformfüggetlen megoldásokat használni), helyette – más platformfüggetlen böngészőkkel egyetemben – a Netscape Plugin Application Programming Interface (NPAPI) rendszert használja. Az NPAPI hasonló szolgáltatást nyújt, mint az ActiveX. Az NPAPI bővítmény azonban a bővítmény jellegénél fogva biztonságosabb, mivel kevesebb befolyása van egy weboldal felett, valamint csak a böngészőn belül futhat (az ActiveX azonban számos más alkalmazással is együttműködik).
A CNET egy 2004-es videójában megemlíti, hogy a Firefox nem támogatja alapértelmezetten az ActiveX vezérlést, melynek következményeképpen néha nem minden jelenik meg egy weblapon, esetleg maga a weblap sem jelenik meg. Ennek ellenére van mód az ActiveX használatára Firefox alatt kiegészítők segítségével, de ez nem működik minden Firefox verzión, és nem működik bármely platformon. Az egyik ilyen lehetőség a Mozilla ActiveX Project, melynek fejlesztése 2005-ben abbamaradt; ráadásul ez az akkori Firefox verziót támogatta, amely az 1.5 volt. A másik lehetőség az FF ActiveX Host.
 Egyes fórumokon javasolják az IE tabs kiegészítő használatát, melynek segítségével Firefoxon belül a kívánt oldalt az Internet Explorer motorjával lehet betölteni (csak Windows operációs rendszeren működik), így lehetővé téve az ActiveX használatát. (Ennek segítségével például a Windows update – ami ActiveX-t használ – használható Firefoxszal.) Mivel ezek alternatív megoldások, nem minden esetben működnek megfelelően. Mindemellett fontos megjegyezni, hogy hivatalosan a Firefox nem támogatja az ActiveX-t.

### Google
A Firefox implementálta a Google „safebrowsing” nevezetű kereskedelmi protokollját, ami nem nyílt szabvány. Ez viszont ellentmond a Mozilla Kiáltványban (Mozilla Manifesto) leírtaknak, miszerint nyíltságra kell törekedni.

### Acid-tesztek

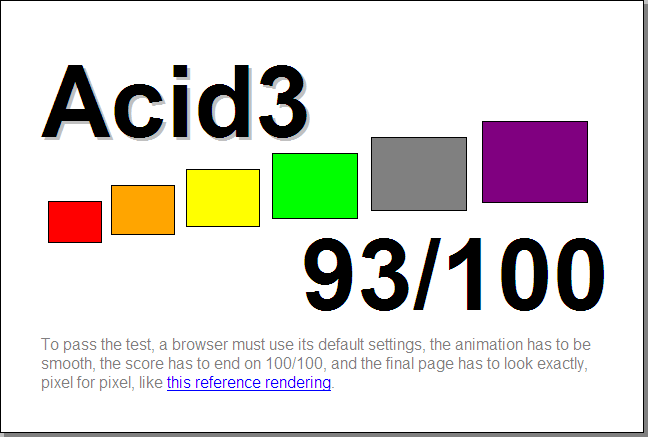
Firefox 3.5 az Acid 3 teszten

Az Acid2 2005. április 13-án jelent meg. Megjelenésekor egyik böngésző sem felelt meg a tesztnek, elsőre pedig a Safari 2.0.2 ment át 2005. október 31-én (ezt követte az Opera, iCab, Konqueror, majd a Firefox). A Firefox volt az utolsó böngésző (persze az Internet Explorert leszámítva), amely teljesítette. Sajnos sűrű homály fedi azt, hogy melyik volt az első Firefox verzió, amely megfelelt. Egyesek szerint a 2007. december 18-án megjelent Firefox 3.0 második béta verziója, ugyanakkor egy 2006. április 18-i TechSpot blogbejegyzés szerint a Firefox átment a teszten. Ráadásul még az is nehezíti a tények tisztázását, hogy az Acid2 tesztnek három verziója volt: az eredeti megjelenése után két frissítés is történt a teszten, és a frissített verzió teljesítését szokták alapul venni. Az eredeti (első verzió) tesztet azonban a Firefox már a 3.0 második bétája előtt teljesítette. (Elvileg a 3.0 első alfa verziójától kezdve átmegy a teszten).
Az Acid3 2008. március 3-án jelent meg. 2009 szeptemberében még csak az Opera és a Safari felelt meg a tesztnek. A 3.5 verzió nem ment át az Acid3-teszten: 93 pontot ér el a 100-ból, így nem jelenítette meg a képet helyesen. A 3.6 előzetes alfa verzió 94 pontot ért el, a svg.smil engedélyezésével 96 pontot ért el; csupán az SVG fontok támogatása hiányzik, aminek megoldásán már dolgoztak. A képet helyesen jeleníti meg, csupán a favicont (a weboldalhoz tartozó ikon) nem jeleníti meg, így viszont nem felel meg az Acid3 teszt összes követelésének.

## Platformfüggetlenség
| Operációs rendszer                                                     | Operációs rendszer                                                     | Legutolsó verzió |
| ---------------------------------------------------------------------- | ---------------------------------------------------------------------- | ---------------- |
| Linux kernel 2.2.14 és az újabbak (néhány egyéb könyvtár is szükséges) | Linux kernel 2.2.14 és az újabbak (néhány egyéb könyvtár is szükséges) | 3.5.7            |
| Apple Mac OS X                                                         | v10.1 Puma                                                             | 1.0.8            |
| Apple Mac OS X                                                         | v10.2 Jaguar-10.3 Panther                                              | 2.0.0.20         |
| Apple Mac OS X                                                         | v10.4 Tiger-v10.5 Leopard                                              | 3.5.7            |
| OS/2 és eComStation                                                    | OS/2 és eComStation                                                    | 3.5.4            |
| Microsoft Windows                                                      | 95                                                                     | 1.5.0.12         |
| Microsoft Windows                                                      | NT 4/98/Me                                                             | 2.0.0.20         |
| Microsoft Windows                                                      | 2000/XP/2003/Vista/ Home Server/2008                                   | 3.5.7            |

A Firefox böngésző több operációs rendszeren is használható. A hivatalos letöltőoldaláról a következő rendszerekre érhetők el Firefox-verziók (32 bit):
- Microsoft Windows: Windows 98 SE, Windows Me, Windows NT 4.0, Windows 2000, Windows XP, Windows Server 2003 és a Windows Vista. Bár a Firefox hivatalosan nem támogatja a Windows 95-öt és a Windows 98 első kiadását, egy kis alakítás után működik ezeken a rendszereken is a 2-es sorozatig bezáróan; a 3-as verzió már fut Windows 9x/Me-n.
- Unix-alapú, X.Org Server-t vagy XFree86-ot használó operációs rendszerek, például Linux disztribúciók, illetve BSD rendszerek. Ezen rendszerek általában alapértelmezésben szállítják a Mozilla Firefoxot.
- Mac OS X. A 2005-ös Worldwide Developers Konferencián az Apple programozói bemutattak egy olyan Firefox verziót is, ami az Intel processzorokat használó Mac OS X-en is működött.

Mivel a Mozilla Alapítvány oldalairól a Firefox forráskódja is letölthető, más operációs rendszerek felhasználói is lefordíthatják a Firefoxot saját rendszerükre. A következő operációs rendszereket hivatalosan nem támogatja a Firefox, mégis működik velük:
- Solaris (x86 and SPARC)[29]
- OS/2[30]
- AIX
- FreeBSD[31]
- OpenBSD[32]
- NetBSD[33]
- PC-BSD[34]
- BeOS[35]
- SkyOS[36]
- RISC OS (ARM)[37]
- ZETA

További portok találhatóak a Mozilla ports oldalon.
A Firefox a felhasználók profiljait (személyes beállításait) minden operációs rendszeren ugyanabban a formában tárolja, így különböző platformokról is használható ugyanaz a profil, feltéve, hogy mindkét operációs rendszer képes írni és olvasni a profilmappa helyét (például a profil FAT32-es fájlrendszerű meghajtón van, amit mind a Windows, mind a Linux elér). Bár ez a funkció hasznos a két vagy több operációs rendszert használóknak, pár kiterjesztés mégsem működik mindenhol.

### 64 bit
A Windows XP Professional, valamint a Vista 64 bites verziójára szintén elérhetők Firefox kiadások, de ezek nem hivatalos verziók. Amellett, hogy le lehet tölteni a 64 bites verziót, útmutató alapján lehet készíteni 64 bites verziót, így Linuxra is elkészítheti bárki. Érdekesség, hogy a 2007. április 12-én megjelent openSUSE Linux 10.3 Alfa 3 verziója az x88-64 gépeken 64 bites Firefoxot használt, és a 32 bites i386-os bővítmények kezeléséhez az nspluginwrappert használta. Egyébként bizonyos 64 bites Linux disztribúciók elkészítették a 64 bites változatot a saját rendszerükhöz. (Linux disztribúcióknál általános dolog, hogy a Mozilla alkalmazásokat újraépítik és beteszik a saját csomagkezelőjükbe.) 2009 folyamán egy Makoto nevű egyén elkészítette a Firefox 64 bites változatait, és a Softpedia egyik cikke szerint elképzelhető, hogy a Mozilla elkezdi majd támogatni a munkáját, de egyelőre ez még nem történt meg.
Egyébként a 32 bites verzió is működik 64 bites operációs rendszeren. A tervek szerint a Firefox 4 már 64 bites változatban is megjelenik.

## Biztonság
A Firefox homokozóelvű biztonsági modellt használ, és korlátozza a szkriptek hozzáférését más weboldalak adataihoz az azonos forrás elve alapján. Https protokoll használata esetén SSL/TLS-t használ a kiszolgálóval való kommunikáció védelme érdekében. Lehetővé teszi az alkalmazások számára azonosítás céljából az intelligens kártya használatát is.
A Mozilla Alapítvány pénzjutalomban (500$ valamint egy Mozilla póló) részesíti azokat a kutatókat, akik komoly biztonsági réseket fedeznek fel a Firefoxban. A hivatalos irányelvek ellenzik a sebezhetőségek korai közzétételét annak érdekében, hogy a potenciális támadók ne használhassák ki azokat.

### Tanulmányok
Mivel kevesebb (a nyilvánosság által ismert) hibával rendelkezik, mint az Microsoft Internet Explorer, ezért a fejlettebb biztonságot gyakran említik Firefoxra való váltás indokaként. A The Washington Post beszámolója szerint egy kritikus sebezhetőség 284 napig volt támadható az Microsoft Internet Explorerben, míg ezzel szemben csupán 9 napig maradt javítatlanul a Firefoxban.
Egy 2006-os Symantec-tanulmány kimutatta, hogy bár a Firefox számos más böngészőnél több, a terjesztő által megerősített hibát tartalmazott azon év szeptemberében, de ezeket sokkal gyorsabban kijavították, mint a többi böngészőben. A Symantec később megerősítette állítását: a Firefox még mindig sokkal kisebb biztonsági sebezhetőséggel rendelkezik, mint a Microsoft Internet Explorer. 2008. június 7-éig a Firefox 2 csupán három javítatlan sebezhetőséggel rendelkezett, melyeket „kevésbé kritikus”-nak jelölt a Secunia. Ugyanezen cég szerint az Microsoft Internet Explorer 7 tíz biztonsági hibát tartalmazott, melyek „közepesen kritikus” besorolást kaptak.
Egy másik internet-biztonsággal foglalkozó cég, a SecurityFocus egyetlen foltozatlan hibát jelentett a Firefox 1.0.7-ben (amit a Firefox 1.5 Beta 2 már nem tartalmaz), és 59-et a Windows XP második szervizcsomagjával futó Microsoft Internet Explorer 6-ban.
A Firefox biztonsági rései közül megjelenése óta egyet sem használtak ki tömegesen, vagy legalábbis nem érkezett ilyenről jelentés.
A kiadás után pár órával kritikus hibát találtak a 3-as verzióban, amely már a 2-es verzióban is jelen volt. Ezt a 3.0.1-es verzióban javították.
2007 decemberében a Secunia biztonsági részlegének jelentése szerint 18-ból 4 biztonsági rés még nem volt kijavítva, szemben a Microsoft Microsoft Internet Explorerel, melyben 20 biztonsági résből még 7 nem volt kijavítva. Ráadásul a Secunia szerint a Firefox biztonsági rései kevésbé kritikusak, mint az Microsoft Internet Exploreré. Azoknak az IE felhasználóknak, akik a Windows XP 2-es szervizcsomagot már telepítették, csupán 3 sebezhetőséggel, míg a régebbi Windowst IE 6 verziót használóknak 21 sebezhetőséggel kell számolniuk, mivel a 2-es szervizcsomag csupán XP-re érhető el.
Elterjedt vélemény, hogy minél népszerűbb lesz a Firefox, annál több sebezhetőség lesz benne. Mitchell Baker, a Mozilla Alapítvány elnöke szerint viszont "a kettőnek semmi köze egymáshoz".
A Secunia biztonságtechnikai cég felmérése szerint 2008-ban a Firefoxban több biztonsági rést találtak (115-öt), mint a Safariban (32), az Internet Explorerben (31) és az Operában (30) együttvéve. A Firefox mentségére szól ugyanakkor, hogy a hibákat jóval hamarabb kijavítják, mint például az Explorer programozói. Lucas Adamski, a Mozilla biztonságért felelős igazgatója blogjában, Óvakodj a biztonság mérésétől címmel válaszolt a Secunia biztonsági jelentésére. Ebben kifejti, hogy a Mozilla minden hibát közzé tesz (hiszen nyílt forrású), a többi böngészőnek viszont megvan a lehetősége, hogy ha egy hibát találnak, azt titokban kijavítsák. "Eltérően más gyártóktól, akik csak akkor hoznak nyilvánosságra egy biztonsági problémát, ha azokat független külső fél fedezi fel, de nem számolnak be olyan problémákról, amelyeket a belső fejlesztők, a minőségbiztosítás vagy szerződéses biztonsági szakértők fednek fel."
A Secunia 2009. október 29-én megjelent tanulmánya szerint a Firefox 3.5.x verziója nem tartalmaz sebezhetőséget.

## Füles böngészés
A Firefox támogatja a füles böngészést, melynek segítségével egyetlen böngészőablakon belül több weblap nyitható meg. Ezt a funkciót a Mozilla Alkalmazáscsomagtól örökölte, ami a népszerű MultiZilla kiterjesztéstől „vette kölcsön” a képességet.
Az füles böngészés először 1994-ben jelent meg az InterneWorks böngészőben, 1998-ban követte a NetCaptor (ami magáról azt hirdeti, hogy ő találta fel ezt a képességet) A Mozilla Alkalmazáscsomaghoz 2000-ben jelent meg a már említett MultiZilla kiterjesztés. Hivatalosan 2001-ben lett a Mozilla alapértelmezett része. A Firefoxban 2002 szeptemberétől elérhető ez a funkció (ekkor még Phoenix-nek hívták).
A Firefoxban arra is van lehetőség, hogy kezdőlapnak több weblapot adjon meg a felhasználó, melyeket függőleges vonallal (|) kell elválasztani egymástól (például: https://www.google.hu/|http://wikipedia.hu/). Ezek külön füleken automatikusan megnyílnak a böngésző indításakor.
A 3.5 verziótól kezdve lehetőség van a véletlenül bezárt lap vagy ablak megnyitására az Előzmények menüben.

## Felugró ablakok tiltása
A böngésző tartalmaz egy beépített, testreszabható "felugró ablakok tiltása" opciót. A Firefoxnak már a béta verzió óta megvan ez a képessége, mely fontos előny volt az Internet Explorerrel szemben, egészen addig, míg a Windows XP Service Pack 2 béta nem tette lehetővé ezt a funkciót az IE számára.
Ez a szolgáltatás alapértelmezett, minden felugró ablakot tilt minden weboldalról, de az is beállítható, hogy milyen weboldalakról engedélyezze a böngésző. Ugyanakkor ez a funkció néha zavaró lehet: előfordul, hogy JavaScript-alapú linkre kattintva addig nem nyílik meg az oldalt, amíg nem engedélyezi a felhasználó (hozzá kell adni az "engedélyezett webhelyek" listához).
Sok esetben, ha felugró ablakot észlel a böngésző, megjelenik egy sáv a weboldal tetején, ahol engedélyezhető az ablak felugró megjelenítése.

## Privát böngészés
A privát böngészés a Firefox 3.5-ben (2009. június 30.) jelent meg, előtte már a Safari 2.0, a Google Chrome 1.0 és az Internet Explorer 8 ismerte ezt a szolgáltatást. A funkció bekapcsolása esetén a felhasználó úgy böngészhet, hogy semmilyen nyomot nem hagy a gépen: a meglátogatott oldalak, az űrlapadatok és keresések, a jelszavak, a letöltési lista előzményei, a sütik és a gyorsítótár fájljai is törlődnek a privát böngészés befejezése után. Lehetőség van arra, hogy a Firefox automatikusan privát böngészési módban induljon el a böngésző elindításakor, illetve arra is, hogyha a felhasználó utólag törölje a böngészés előzményeit (bár erre mindig volt lehetőség, de azt manuálisan kellett törölni).

## Letöltéskezelő
A böngésző tartalmaz egy beépített letöltéskezelőt is. A felhasználó eldöntheti, hogy a letöltendő fájlokat csupán megnyitja, vagy le is menti a merevlemezre. Alapértelmezetten Windows és Mac rendszereken az asztalra menti a fájlokat, Linux alapú operációs rendszereken pedig a "home" könyvtárba, de a felhasználó bármikor módosíthatja a mentés helyét. A letöltéskezelő 3.0 verziótól kezdve támogatja azt, hogy a letöltést a böngésző újbóli elindítási után onnan folytassa, ahol abbahagyta. Az új verzióban már ez is helyet kap. A letöltéskezelőben látható annak a webhelynek a címe, ahonnan az adott fájl származik.

## Élő könyvjelzők
Az RSS vagy Atom technológiára épülő „élő könyvjelzők” szolgáltatás segítségével a felhasználók egyszerűen tarthatnak lépést a legújabb hírekkel kedvenc hírforrásukat használva. A szolgáltatás megjelenésekor sokan aggódni kezdtek, ugyanis a fejlesztők elkezdtek nem túl fontos dolgokat is beletenni, és a kód túlméretezésének veszélye állt fenn, akárcsak a Mozilla Alkalmazáscsomag esetén.
A legtöbb hír-aggregátor az RSS feedeket HTML lapként kezeli, ellenben a Firefox könyvjelzőkét kezeli, melyek valós időben frissülnek a megadott link alapján. Az élő könyvjelzők automatikus frissülnek. Egyenként kikapcsolni az illető könyvjelző törlésével lehet, a teljes RSS feed kikapcsolása, vagy átkapcsolása más szolgáltatóra pedig a firefox > options > applications > web feed úton lehetséges.

## További szolgáltatások

### Szó keresése gépelésnél
A Firefox természetesen tartalmaz weblapon belüli keresést, mely a Ctrl+F kombináció lenyomásával hívható elő (vagy a Szerkesztés > Keresés-re kattintva). A keresés gépelés közben, valós időben megjeleníti a találatot, és kiemeli a keresett szót a weblapon belül. Gépelés közben folyamatosan úgy szűkíti a találatokat. Például a Google szó beírása esetén, először csak az első "g" betűt emeli ki találatként, majd az első olyan helyet, ahol a "go" betűk vannak, és így tovább, míg végül a teljes szót beírja a felhasználó. Amennyiben az adott oldalon nincs a keresett kifejezés a keresőmező pirossá válik és hangjelzéssel is figyelmeztet (ez is folyamatos, tehát ha a felhasználó gépelés közben valamit félreüt, és olyan nem szerepel az oldalon, pirossá válik, és hangjelzést ad). A Ctrl+G lenyomásával a következő találatra lehet ugrani.

### Keresősáv
A böngésző tartalmaz egy beépített Mycroft keresősávot, melyet különböző keresőkkel bővíthető. Alapértelmezetten a Google keresője van elsőnek beállítva, de választható más is a listából, sőt, a felhasználó tetszés szerint hozzáadhat más keresőt is, például a Wikipédiát.

### Intelligens kulcsszavak
Az intelligens kulcsszavak használatával nagyon gyorsan lehet keresni az előre beállított weboldalakon. Az adott weboldalhoz társítani kell egy kifejezést, például a magyar Wikipédiához a "w" betűt. A Firefox szócikk kereséshez elég a következőt beírni: w Firefox, és máris mutatja a szócikket.
Az intelligens kulcsszó a következőképpen állítható be a Wikipédián:
A Wikipédia főoldalán található keresősávba (ahova a keresett szócikket kell begépelni) jobb egérgombbal bele kell kattintani, majd a Kulcsszó hozzáadása a kereséshez funkciót kiválasztani. Névnek bármit megadhat a felhasználó (de azt fogja látni a Könyvjelzők alatt), például Wikipédia. Kulcsszónak, pedig megadhat, ami kényelmes, pl.: w.
Gyakorlatban: a keresősávba a w Firefox, majd enter, és máris a Mozilla Firefox szócikk látható.
Amennyiben a felhasználó nem keresőként akarja használni a kulcsszót, hanem csupán egy weboldalt akar vele rövidebb úton elérni, a Könyvjelzők menüpont alatt a kívánt weboldalra kattintva jobb egérrel a Tulajdonságok menüpontot válassza ki. Ott pedig a Kulcsszó résznél meg kell adni azt a rövidítést, amit a felhasználó szeretne, majd a Változások mentése gombra kattintva készen is van. Így például a Gmail a csupán a g beírásával megnyitható.
Az interneten videós segítség is található itt.

## Új szolgáltatások a 2.0 verziótól kezdve

### Továbbfejlesztett keresési találatok
Google, Yahoo! vagy az Answers.com keresőt használva gépelés közben keresési javaslatokat tesz a böngésző. Az új keresőmotor-kezelővel a felhasználó egyszerűbben hozzáadhat, törölhet, vagy átrendezheti az általa használat keresőmotorokat. A Firefox ezenfelül figyelmeztet, ha olyan weboldalt talál, mely új keresőmotort ajánl a felhasználónak.

### Mini-összefoglalók
A mini-összefoglaló a 2.0 verzióban jelent meg. A mini összefoglalók rövid összefoglalók weboldalakról, melyek többet árulnak el, mint csupán a weboldal címét: rendszeresen frissül a tartalomnak megfelelően, így a weboldal látogatói tudják mikor érdemes visszatérni az adott oldalra. A mini összefoglalót készítheti az oldal, vagy egy lapon elhelyezett XSLT stíluslap. Utóbbi esetében az XSLT stíluslap, valamint a lap, amiről készíti az összefoglalót egy mini-összefoglaló generátor működteti.

### Élő címek
Amikor egy weblap mini-összefoglalót ajánl fel, a felhasználó létrehozhat egy könyvjelzőt élő címmel. Az élő könyvjelző segítségével a könyvjelző statikus címe mellett a weblapon történt frissítésről lehet egy rövid összefoglalót olvasni. Számos oldal támogatja az élő címeket, és rengeteg Firefox kiegészítő készült élő cím készítéséhez.

### Munkamenet-helyreállító
A munkamenet-helyreállító visszaállítja a legutóbbi munkamenet ablakait, lapjait, begépelt szövegeit, valamint a megszakított letöltéseket. Automatikusan aktiválódik, összeomlás esetén a böngésző újraindításkor megkérdezi, hogy helyreállítsa-e az előző munkamenetet.

### Beépített helyesírás-ellenőrző
A beépített helyesírás-ellenőrző segítségével a felhasználóknak nem kell külön programot használni ahhoz, hogy az interneten gépelt szövegek (webes levelezőprogram, blogbejegyzés, nyomtatvány) helyességét ellenőrizzék. A magyar Firefox a Hunspell helyesírás-ellenőrző programot használja.

### A 2.0 használhatósága
A Firefox 2 az átlagfelhasználóknak lett tervezve, elrejtve a haladó szintű beállításokat a felhasználók szeme elől. Jim Repoza az eWEEK munkatársa a következőt mondja:
Az eWEEK Labs a Firefox 2.0-t (mely letölthető a www.mozilla.com oldalról) találta a leghasználhatóbb böngészőnek az összes közül, amit valaha teszteltünk (ami sok böngészőt jelent).
A Firefox ugyanakkor elnyerte az Egyesült Királyság Usability Professionals' Association díját 2005-ben a "Legjobb szoftver" (Best software application) kategóriában.

## Új szolgáltatások a 3.0 verziótól kezdve

### Gyors könyvjelzőkezelés
Gyorsan, és egyszerűen a könyvjelzőkhöz lehet adni egy oldalt a csillag gombot használatával. Első nyomásra hozzáadja a lapot a könyvjelzőkhöz, második nyomásra pedig a további beállítások érhetőek el: átnevezés, áthelyezés, és címke rárakása.

### Címkék
A könyvjelzőkhöz címkét is hozzá lehet rakni, segítségével a könyvjelzők témák szerint csoportosíthatóak.

### Intelligens címsor
Míg egyes böngészőkben az előzményekben keres rá a felhasználó egy szóra, a Firefox 3.0 verzióban amint a keresősávban a felhasználó elkezd egy szót gépelni, nemcsak az előzményekben, hanem a könyvjelzők között található találatokat is megjeleníti.

### Könyvtár
Az új Könyvtár ablakban lehet nézelődni, rendezgetni és keresni a könyvjelzők, címkék vagy előzmények között. A Könyvtárról biztonsági mentést lehet készíteni, így ha megsérült vagy elveszett a tartalma néhány kattintással helyreállítható.

### Intelligens könyvjelző mappák
A könyvjelzők közi keresés lementésével létrehozhatóak az intelligens könyvjelző mappák.

### Az oldal teljes nagyítása
A Nézet menüből vagy éppen gyorsbillentyű segítségével teljes oldalakat lehet nagyítani, beleértve a szöveget, képeket, de választható, hogy csak a szöveget nagyítsa. A beállításokat a böngésző megjegyzi, így később a lap ugyanezekkel a beállításokkal jelenik meg.

### Fejlettebb szövegkijelölési lehetőségek
Dupla kattintás az adott szót jelöli ki, három kattintás az adott bekezdést. A Ctrl/Cmd lenyomásával különböző helyeken levő szövegeket jelölhetünk ki egyszerre.

### Web-alapú protokoll kezelők
A web-szolgáltatások, mint például egy webes e-mail rendszer használhatóak most már az asztali alkalmazások helyett. Ilyenek például a mailto: linkek. Hasonló támogatás elérhető több protokollnál is. (A web-alkalmazásoknak először engedélyezniük kell ezt a Firefoxnak.)

## Kiegészítők
Négy féle kiegészítő típus létezik: 
- kiterjesztések
- témák
- nyelvi csomagok
- bővítmények.

Ezeket le lehet tölteni a Firefoxon belül a Kiegészítők letöltése menüpont alatt, vagy a Mozilla Add-ons oldaláról.

### Kiterjesztések
A kiterjesztés és a kiegészítés szó közti különbség a következő: kiegészítés alá a négy féle kiegészítő típus tartozik. A kiterjesztés pedig az egyik ilyen kiegészítő típus.
A Firefox felhasználók új szolgáltatásokat adhatnak hozzá böngészőjükhöz kiterjesztések telepítésével. A kiterjesztések típusa szerteágazó: van reklám-blokkoló, füles-böngészést megkönnyítő szolgáltatás, egérmozdulatok használata stb.
Azok a funkciók, amelyet a fejlesztők szerint csak kisebb számú csoport használna, nem kerülnek bele a programba, hanem ilyen kiterjesztések formájában érhetők el. Sokszor azonban egy népszerű kiegészítő később beépül a programba. Ilyen volt régen a MultiZilla kiterjesztés, mely a füles-böngészést hivatott pótolni amikor a Firefoxból hiányzott ez a szolgáltatás. Sok Mozilla Alkalmazáscsomagban található szolgáltatás Firefox kiterjesztésként is elkészült. Ilyen például az IRC chat (ChatZilla) vagy naptár.
Habár a kiterjesztések egy magas szintű testreszabhatóságra adnak lehetőséget, a PC World szerint egy átlagos felhasználónak nehéz lehet ezeket megtalálni, kiválogatni és telepíteni, ahelyett, hogy alapértelmezetten benne lennének a böngészőben.
A legtöbb kiterjesztést nem a Mozilla készítette, sem nem támogatta. A Mozilla csupán egy tárhelyet biztosít a kiterjesztéseknek. Ide előzőleg önkéntesek által ellenőrzött (azt is nézik, nincs-e benne féreg vagy vírus) kiterjesztések kerülhetnek be. Tekintve, hogy ezeket egy harmadik fél készíti, nincsenek olyan szinten ellenőrizve, mint a hivatalos Mozilla termékek, így előfordulhatnak programhibák vagy sebezhetőségek. A kiterjesztéseknek ugyanolyan jogaik vannak a felhasználó rendszerére nézve, mint magának a böngészőnek.

### Témák

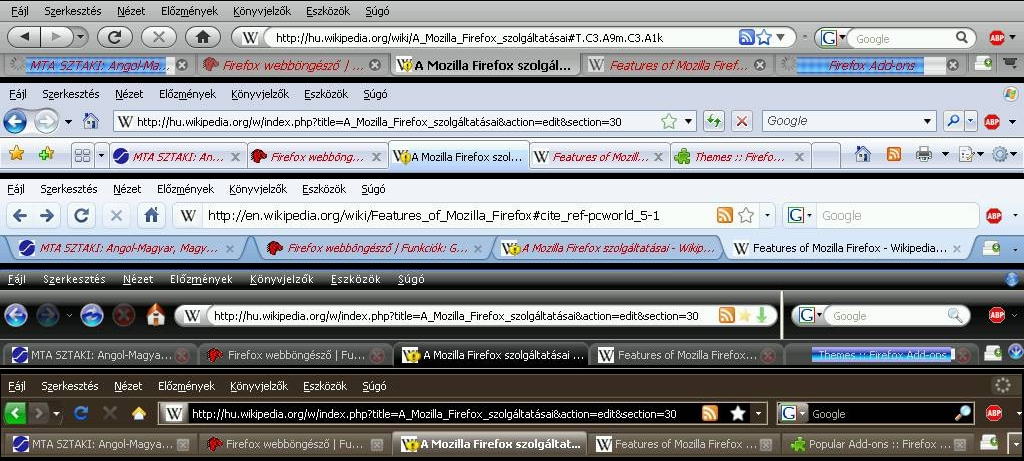
Fentről lefele: MacOSX téma, Vista-aero, Chromifox, Aero Fox, PitchDark

A Firefox különböző témák segítségével alakítható. A témák csupán CSS és kép fájlokat tartalmaznak. A Mozilla Kiegészítők oldaláról rengeteg témát le lehet tölteni a Témák menüpont alatt.
A számos egyedi témák közt vannak olyanok, melyek más böngészők kinézetét utánozzák: van IE 6, Vista, Mac kinézet, de olyan is akad, amely a Google Chrome-ot utánozza.

### Nyelvi csomagok
A nyelvi csomagok szótárakat tartalmaznak, melyek segítségével a mezőkbe írt szövegek helyesírása ellenőrizhető le.
2008 májusában a vietnámi nyelvi csomagba véletlenül – a fejlesztők tudtán kívül – egy trójai vírus került. A Mozilla arra kérte a nyelvi csomagot 2008 február és májusa közt letöltőknek, hogy töröljék a nyelvi csomagot. A hiba semelyik más nyelvi csomagot nem érintette.

### Bővítmények
A Firefox támogatja a Netscape Plugin Application Program Interface-en (NPAPI) alapuló bővítményeket.
2004 júniusában a Mozilla Alapítvány megállapodva az Adobe, Apple, Macromedia, Opera, és Sun Microsystems cégekkel, bejelentette, hogy a böngésző bővítmények terén jelentős változások lesznek. Az új API lehetővé teszi a webfejlesztőknek, hogy gazdagabb web-élményt nyújtsanak a netezőknek, segítsenek a fejlesztésben és a szabványosításban. Az új bővítmény technológiák részei lesznek a jövőbeni Mozilla termékekben.
A Mozilla Firefox 1.5 és a későbbi verziók tartalmazzák a Java Embedding bővítményt, mely lehetővé teszi a Mac OS X felhasználóknak, hogy Java alkalmazásokat futtassanak a legfrissebb Java 1.4 és 5.0 verzióval. (Az Apple által készített Java szoftver egyedül a saját böngészőjével, a Safarival kompatibilis.)

### Testreszabhatóság
A kiegészítőkön túl a Firefoxnak egyéb testreszabhatósága is van:
- Az eszköztár helyzete és kinézete
- A felhasználó használhat saját stíluslapot, hogy a weblapok vagy a Firefox kinézetét megváltoztassa

Számos haladó jellegű beállítás nem érhető el a Firefox Beállítások menüpont alatt. Ezek az about:config alatt érhetőek el, melyet a keresősávba kell beírni.